# Zero Regio
Zero Regio — демонстрационный проект Евросоюза по развитию водородной инфраструктуры в двух регионах Европы. Zero Regio осуществляется в Ломбардии (Италия) и Рейн — Майн (Германия).
Финансирует проект Европейская комиссия в рамках 6-й Исследовательской Программы (6th Framework Programme). Срок действия проекта — 5 лет.
Цель проекта — развитие и демонстрация водородной инфраструктуры. На первом этапе проекта компания Eni должна открыть две водородные заправочные станции.
Официальный старт Zero Regio состоялся в ноябре 2004 г. с открытием индустриального парка Höchst, Франкфурт. В Индустриальном парке открыта заправочная станция Agip. Заправочная станция работает с жидким и газообразным водородом, природным газом, сжиженным нефтяным газом (LPG) и традиционными топливами. Водород поставляется на заправочную станцию по трубопроводу протяжённостью 1,7 км. Водород производится на заводе компании Linde AG. Завод производит ежегодно 30 млн м³. водорода. Водород поставляется конечному потребителю как в жидком, так и в газообразном виде с давлением 350 и 700 бар.
Agip открыла аналогичный мультиэнергетический центр в Ломбардии. Водород производится на заправочной станции из природного газа, а также может поставляться с химических производств. Водород поставляется конечному потребителю в газообразном виде с давлением 300 бар.
В проекте принимают участие 16 партнёров из 4 стран Евросоюза. Координатор проекта энергетическая компания Eni.
Партнёры проекта: Linde AG, Daimler, Agip, Eni S.p.A, университеты и институты Италии, Швеции и Дании.
Цель Европейской комиссии к 2020 году 5 % автомобильного транспорта перевести на водородное топливо.